# Tauno Palo
Tauno Valdemar Palo (Hämeenlinna, 1908. október 25. – Helsinki, 1982. május 24.) finn színész és énekes a finn filmművészet aranykorának tartott időszakban.
Peter von Bagh a Guide to the Cinema of Sweden and Finland című művében Palót a finn filmművészet leghíresebb, legkedveltebb, legnagyobb és legjobb színészének nevezi, aki a könnyed, fiatalos bájt nehézsúlyú színjátszással kombinálta főleg a színházi előadásokon.
Leghíresebb szerepeit a Kulkurin Valssi és Vaimoke című filmekben játszotta. Az 1941-ben készült Onnellinen ministeri című zenés vígjátékban Birgit Kronströmmel a híres Katupoikien Laulu című dalt adták elő, amelyet utóbb olyan finn popzenészek dolgoztak át, mint Katri Helena.

## Élete
Eredeti neve Tauno Brännäs volt, amit 1935-ben változtatott meg Tauno Palóra. Besorozták a hadseregbe és vegyésznek képezték ki. Egyik barátja meghívására csatlakozott a sörnäineni Munkásklubhoz. A mentora Aarne Orjatsalo színész és színigazgató lett. 1931-ben meghallgatásra hívták egy filmstúdióba, de az igazi áttörés a hangosfilmmel következett be.
1932-ben Palo felhagyott vegyészi  munkájával. A Finn Nemzeti Színház tagja lett, de 1938-ig csak kis szerepeket kapott, mivel filmes népszerűsége ártott a színpadi hitelességének.
Ansa Ikonennel tizenkét filmben és számos színdarabban és turnén szerepeltek együtt; első ízben a Kaikki rakastavat (Mindenki szeret, 1935) című filmben. A nézők szemében ők voltak minden idők legromantikusabb párja. A valós életben nem álltak romantikus kapcsolatban.
Palo több mint 300 színházi szerepben és 65 egész estés filmben játszott.
A második világháború előtt Palóval több felvétel készült a zenés filmek dalaival. Zenei pályafutását 1967 után folytatta.
1946-ban, 1950-ben és 1952-ben Jussi-díjjal tüntették ki. Életművét 1958-ban a Pro Finlandia éremmel ismerték el.
1956. november 11-én a Finn–Magyar Társaság Magyarország megsegítésére bemutatta a Körhinta című magyar filmet; a vetítés előtt Tauno Palo és Ansa Ikonen mintegy 25 000 márka adományt gyűjtöttek össze.

## Válogatott filmjei
- Jääkärin morsian, 1931 (Tauno Brännas néven)
- Kaikki rakastavat, 1935
- Vaimoke (1936)
- Kulkurin valssi (1941)
- Rosvo-Roope (1949)
- Se alkoi sateessa (1953)
- Tuntematon sotilas  (Az ismeretlen katona) (1955)
- Tulipunainen kyyhkynen (1961)

## Főbb színpadi szerepei

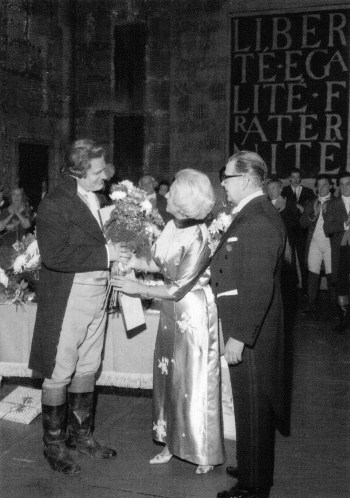
Palo pályafutásának 35. évfordulóját ünneplik a Danton halála előadásán, 1963-ban

- Anton Pavlovics Csehov: Ványa bácsi (Dr. Asztrov)
- Aleksis Kivi: Seitsemän veljestä (Juhani)
- Henrik Ibsen: Babaház (Dr. Rank)
- Tennessee Williams: A vágy villamosa (Stanley)
- Georg Büchner: Danton halála (Danton)
- Josef Julius Wecksell: Daniel Hjort  (Olavi)[12]

## Főbb lemezei
- Tuulikki 1934 (Odeon A 228258)
- Tuohinen sormus 1934 (Odeon A 228282)
- Syksyn tullessa 1935 (Odeon A 228327)
- Mieheke 1936 (Odeon A 228359)
- Marjatta 1936 (Odeon A 228360)
- Sinä semmoinen, minä tämmöinen 1936 (Odeon 228370)
- Nuoruuden sävel 1940 (Odeon A 228590)
- Tauno Palo & Ansa Ikonen: Pot-pot-pot 1940 (Odeon A 228590)
- Näenhän valoisan taivaan 1940 (Odeon A 228615)
- Soittoniekka 1942 (Columbia DY 386)
- Ruusu on punainen 1967 (RCA FAS 985)
- Rosvo-Roope 1968 (RCA EPS 222)
- Tauno Palo & Ansa Ikonen: Ansa & Tauno 1974 (Kiss RPLP 5007)

## Fordítás
- Ez a szócikk részben vagy egészben  a   Tauno Palo című angol Wikipédia-szócikk ezen változatának fordításán alapul.  Az eredeti cikk szerkesztőit annak laptörténete sorolja fel. Ez a jelzés csupán a megfogalmazás eredetét és a szerzői jogokat jelzi, nem szolgál a cikkben szereplő információk forrásmegjelöléseként.